# Josephine Højbjerg
Josephine Højbjerg, född 14 januari 2003, är en dansk skådespelare.
Højbjerg har bland annat medverkat i TV-serierna Dark Horse. Hon har även medverkat i tre danska julkalendrar där hon spelar huvudrollen som Tinka.

## Filmografi (i urval)
- 2017 – Tinkas juläventyr (TV-serie)
- 2019 – Tinka och kungaspelet (TV-serie)
- 2022 – Tinka och själens spegel (TV-serie)
- 2024 – Dark Horse (TV-serie)